# チェリャビンスク市電
チェリャビンスク市電（ロシア語: Челябинский трамвай）は、ロシア連邦の都市・チェリャビンスク市内に存在する路面電車。市内に総延長68.7 kmの大規模な路線網を有し、2020年現在、トロリーバス（チェリャビンスク・トロリーバス）と共にチェリャビンスク市の完全子会社であるチェリャブゲット（ЧелябГЭТ）によって運営されている。

## 歴史
チェリャビンスクの街に路面電車を建設する計画はロシア帝国時代から存在しており、1906年から幾度にも渡って議論が行われたが、第一次世界大戦やロシア革命の混乱もありどれも実現する事はなかった。その後、ソビエト連邦（ソ連）成立を経て路面電車建設計画がようやく実行に移されたのは、チェリャビンスクの急速な発展に対応するための都市インフラ整備計画が本格的に始動した1931年の事だった。上下水道と共に建設が進んだチェリャビンスクの路面電車が開通したのは1932年1月5日の事である。
当初の路線網はチェリャビンスク駅と市内を結ぶ全長6.2 kmの区間であったが、翌年以降大規模な延伸が行われ、1937年時点で全長43.7 km、年間利用客数3,360万人という大規模な路線網が築かれた。また、開通当初は車庫や整備工場が存在しなかったが、1933年に設置された仮の車庫を経て1938年に常設の車庫である1号車庫（депо № 1）が完成した。それ以降も路線網の拡張は続き、1941年時点で総延長は49.1 kmとなった。一方、翌1942年からはトロリーバス（チェリャビンスク・トロリーバス）の運行が始まり、当時チェリャビンスク市電を運営していた路面電車信託（Трамвайного треста）はチェリャビンスク路面電車・トロリーバス管理公社（Челябинский трамвайно-троллейбусное управление、ЧТТУ）への改名が実施された。
第二次世界大戦（大祖国戦争）終結後もチェリャビンスク市電は市内各地に路線網を拡大し、1961年には115 km、1971年には176 kmへと拡大した。これに合わせて1967年には新たな車庫となる第2車庫（депо №2）が開設された他、1970年からはソ連の標準型路面電車であるKTM-5（71-605）の大量導入が始まり1978年までに従来の車両は全て置き換えられた。また、1983年以降チェリャビンスク市電は乗客自身が乗車券への刻印を行う信用乗車方式が用いられている。ただし、チェリャビンスク近郊の都市・コペイスクへ向かう路線（コペイスク市電）については1976年に廃止されている。
ソビエト連邦の崩壊後も長距離区間の廃止などの規模の縮小はあったものの、2020年時点でもチェリャビンスク市電は総延長68.7 km、15系統という路線網が維持されている他、2011年からはGLONASSに対応した位置情報の発信も行われている。だが、運営組織の財政難から車両や施設の近代化が進んでいない事が長年の課題となっており、改修工事も遅々として進まない状況になっていた。そして2017年、市電やトロリーバスを運営していた市営企業（МУП）のチェリャビンスク市電気輸送会社（елябинский городской электрический транспорт）は破産が宣告され、同年以降両社の運営は略称であるチェリャブゲット（ЧелябГЭТ）の名を冠した公開株式会社（ООО）へと移管した。これは財政の回復に加えて運営状態の改善、近代化の促進を目的としたものであり、後述の通り同社は路線の延伸や大規模な新型電車の導入に関する計画を発表している。

## 運行
2020年現在、平日のみ運行する系統も含めてチェリャビンスク市電では以下の15系統が運行されている。運賃は1回の乗車あたり23ルーブルだが、チェリャビンスク市民を対象に発行される交通カード（Транспортная картa）や月額制カード（Ежемесячная проездную карту）を用いる場合安価での乗車が可能となる。また、高齢者や学生を対象とした割引が行われるカードの発行も行われている。
| 系統番号 | 起点              | 終点              | 担当車庫        | 備考                    |
| -------- | ----------------- | ----------------- | --------------- | ----------------------- |
| 3        | З-д им.Колющенко  | ЧМК               | 第2車庫         |                         |
| 5        | З-д им.Колющенко  | ЧЭМК              | 第1車庫         |                         |
| 6        | ЧТЗ               | Медгородок        | 第1車庫         |                         |
| 7        | 3-д им.Колющенко  | ЧГРЭС             | 第1車庫         |                         |
| 8        | З-д им.Колющенко  | ул.Чистопольская  | 第1車庫         |                         |
| 10       | пос.Першино       | ЦХП               | 第2車庫         | 月曜日 - 金曜日のみ運行 |
| 14       | ул.Чичерина       | ЦХП               | 第2車庫         |                         |
| 15       | ЧТЗ               | ул.Чичерина       | 第1車庫         |                         |
| 16       | 3-д. им.Колющенко | ул.Чичерина       | 第1車庫         |                         |
| 17       | Медгородок        | ул.Чичерина       | 第2車庫         |                         |
| 18       | ЧЭМК              | ул.Чистопольская  | 第1車庫         |                         |
| 19       | Коксохим          | ул.Чичерина       | 第2車庫         |                         |
| 20       | ЧМК               | Медгородок        | 第2車庫         |                         |
| 21       | ЧМК               | ЧЭМК              | 第2車庫         | 月曜日 - 金曜日のみ運行 |
| 22       | ул.Чичерина       | Чул.Чистопольская | 第1車庫 第2車庫 |                         |

## 車両
2020年時点でチェリャビンスク市電に在籍する営業用車両は以下の通り。車両数の大半を占める71-605を始め、同年時点での在籍車両は全てウスチ＝カタフスキー車両製造工場製である。
| 車両形式 | 車両形式   | 両数 (2020年現在) | 在籍車庫 | 備考・参考     |
| -------- | ---------- | ----------------- | -------- | -------------- |
| 71-605   | 71-605     | 107両             | 第1車庫  |                |
| 71-605   | 71-605     | 80両              | 第2車庫  |                |
| 71-605   | 71-605A    | 33両              | 第1車庫  |                |
| 71-605   | 71-605A    | 17両              | 第2車庫  |                |
| 71-605   | 71-605RM   | 1両               | 第2車庫  |                |
| 71-605   | 近代化車両 | 20両              | 第1車庫  | [ 3 ]          |
| 71-608   | 71-608K    | 26両              | 第2車庫  |                |
| 71-608   | 71-608KM   | 9両               | 第2車庫  |                |
| 71-619   | 71-619     | 1両               | 第2車庫  |                |
| 71-619   | 71-619KT   | 8両               | 第2車庫  |                |
| 71-623   | 71-623-02  | 1両               | 第2車庫  | 部分超低床電車 |

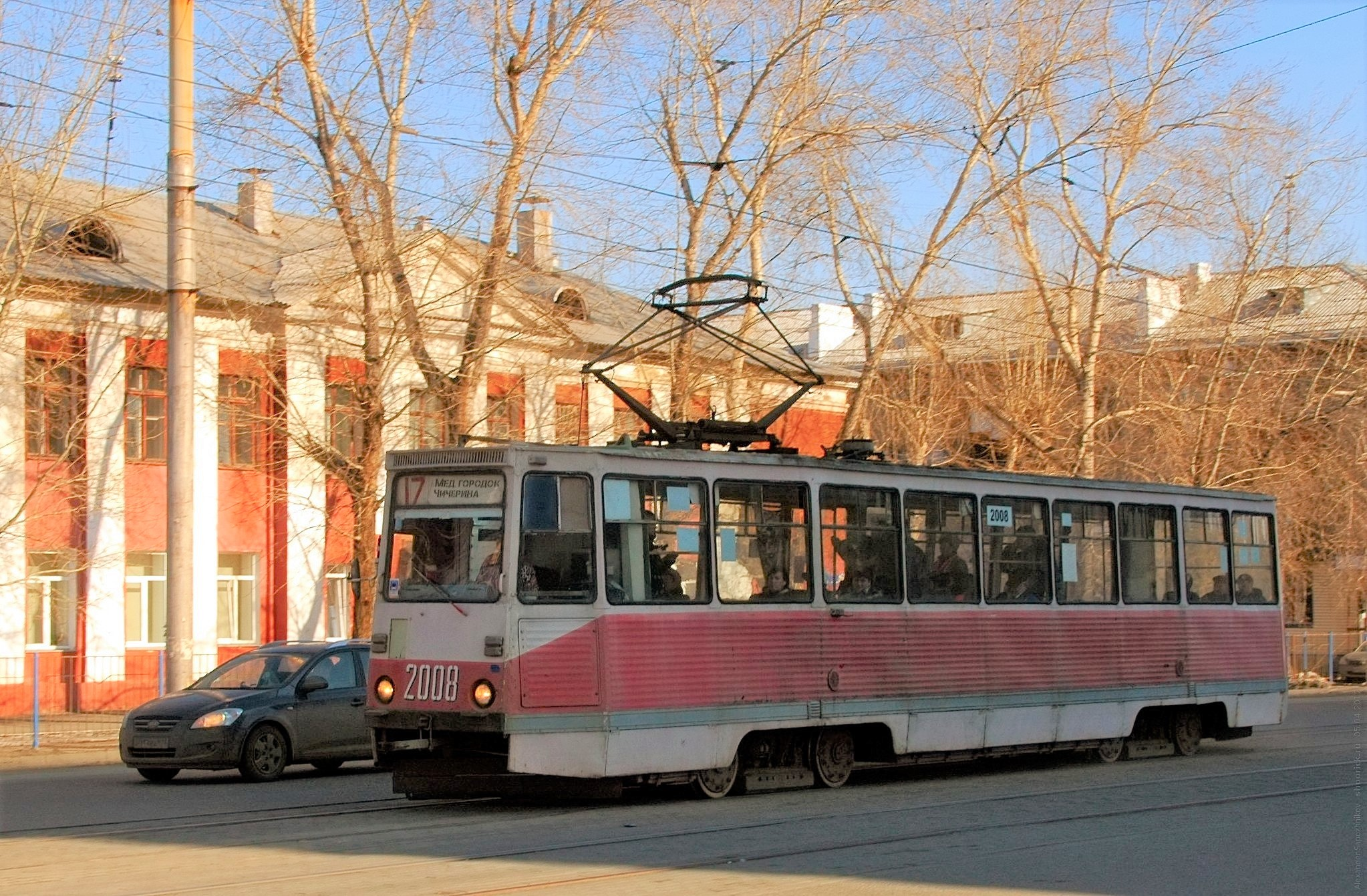
71-605（2012年撮影）
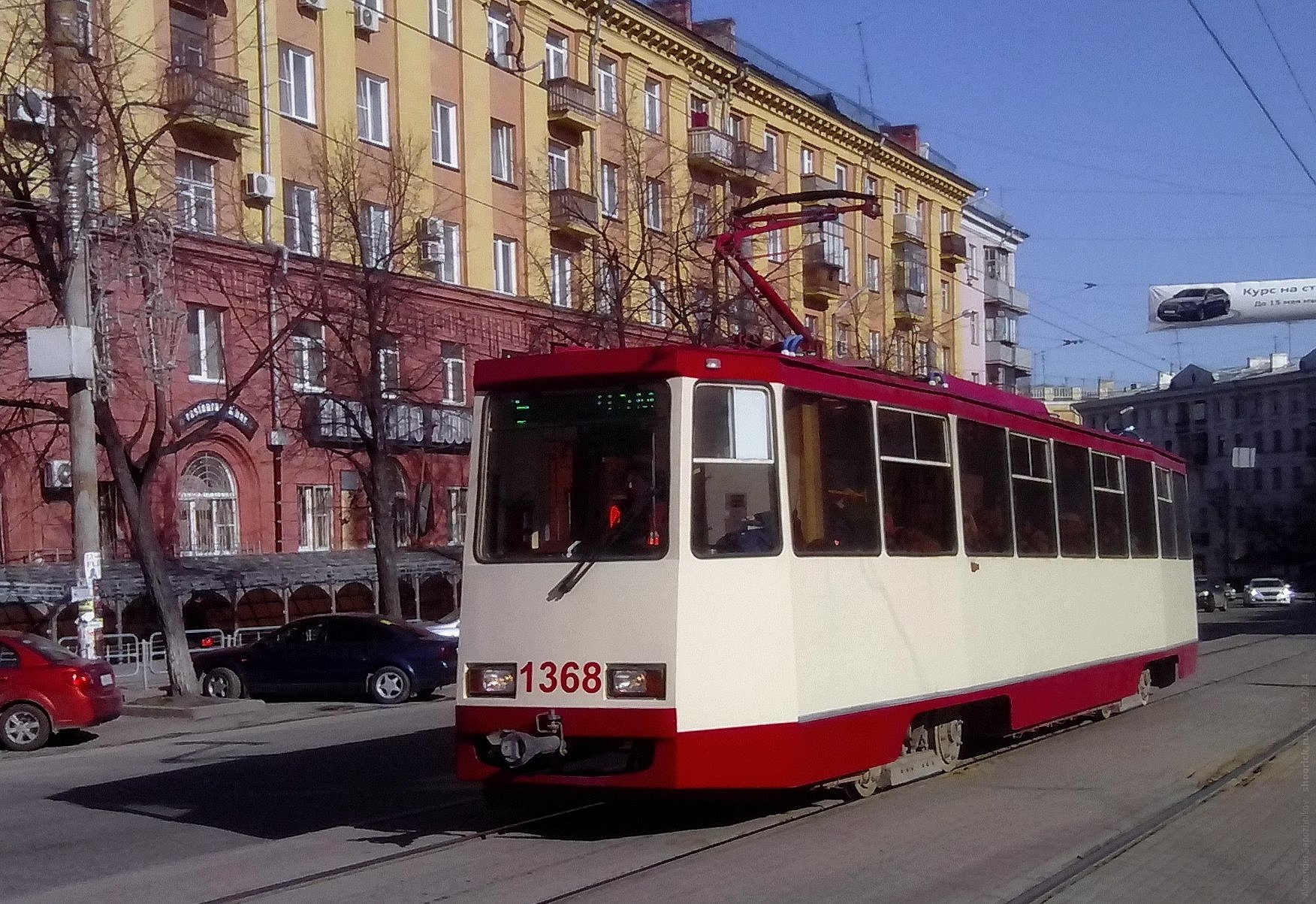
71-605（近代化車両、2014年撮影）
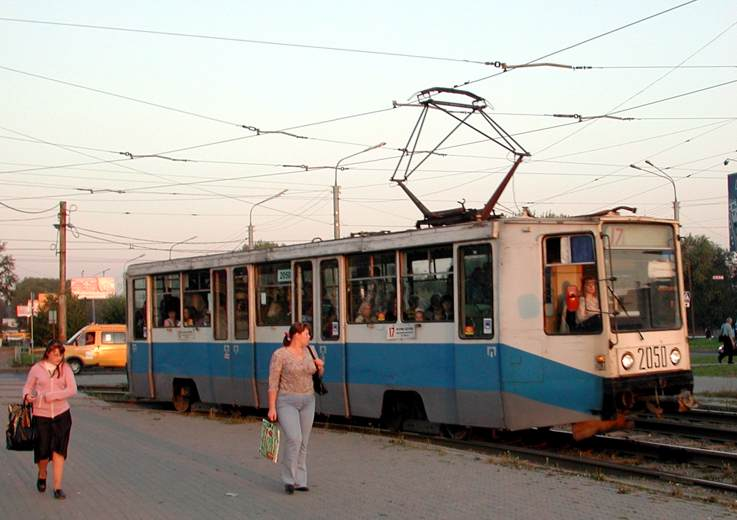
71-608（2006年撮影）
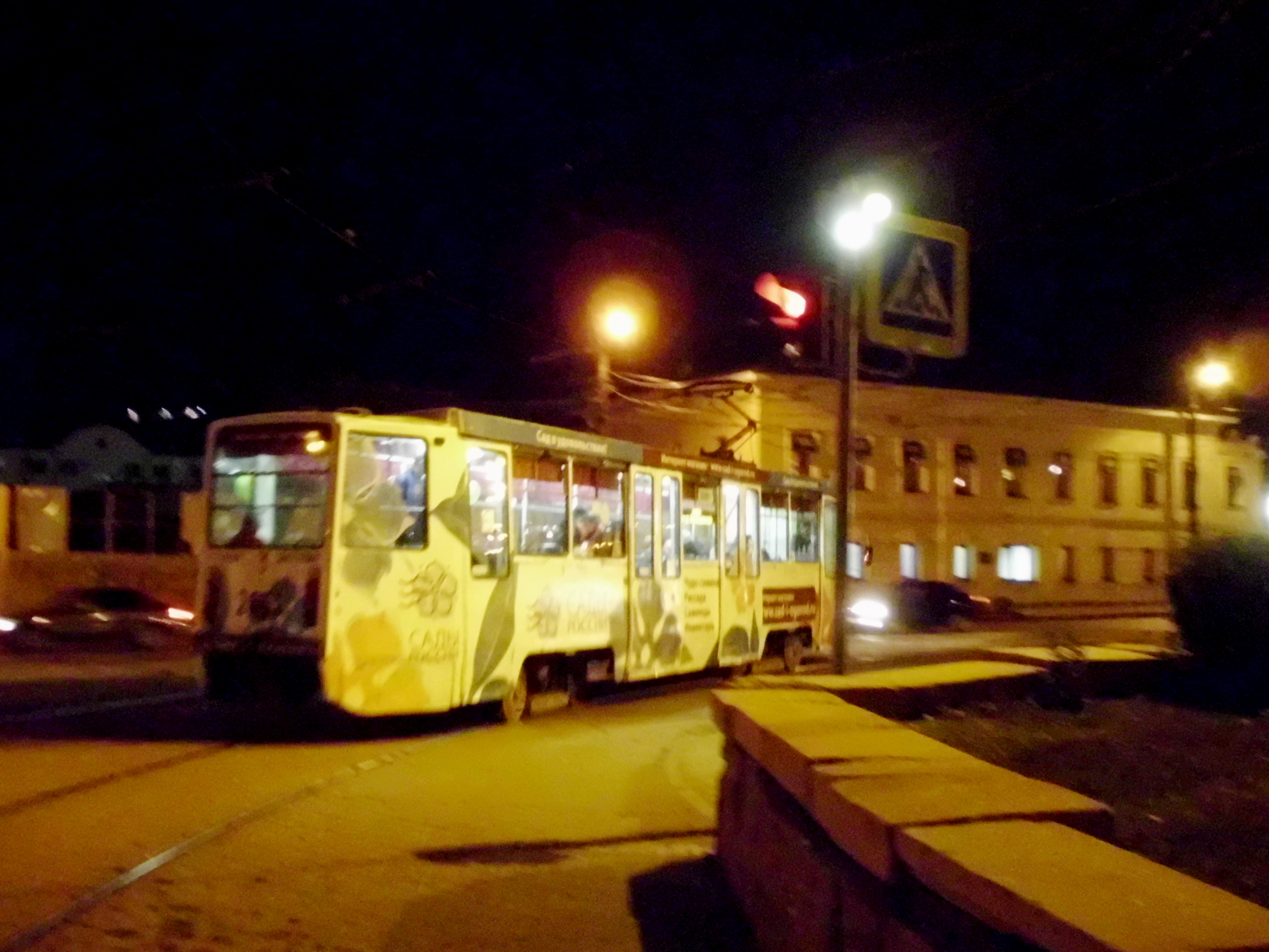
71-608（全面広告車両、2018年撮影）
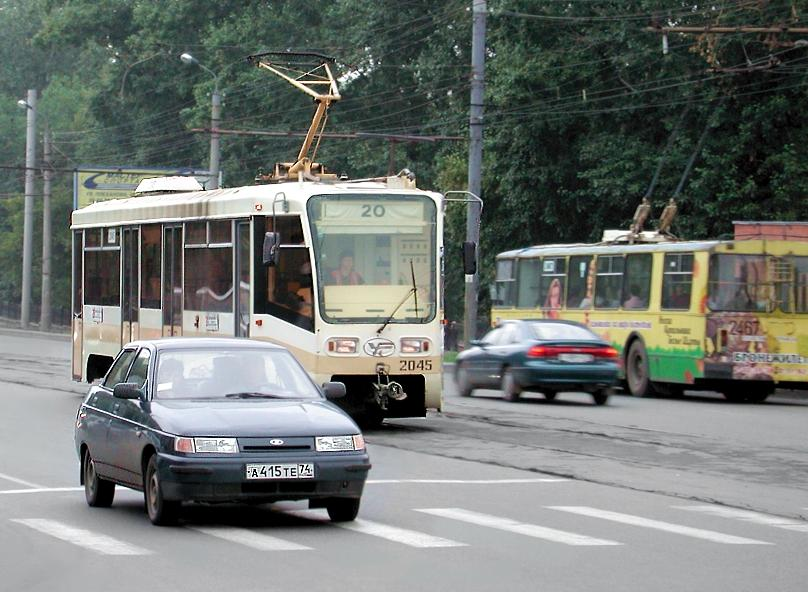
71-619（2006年撮影）
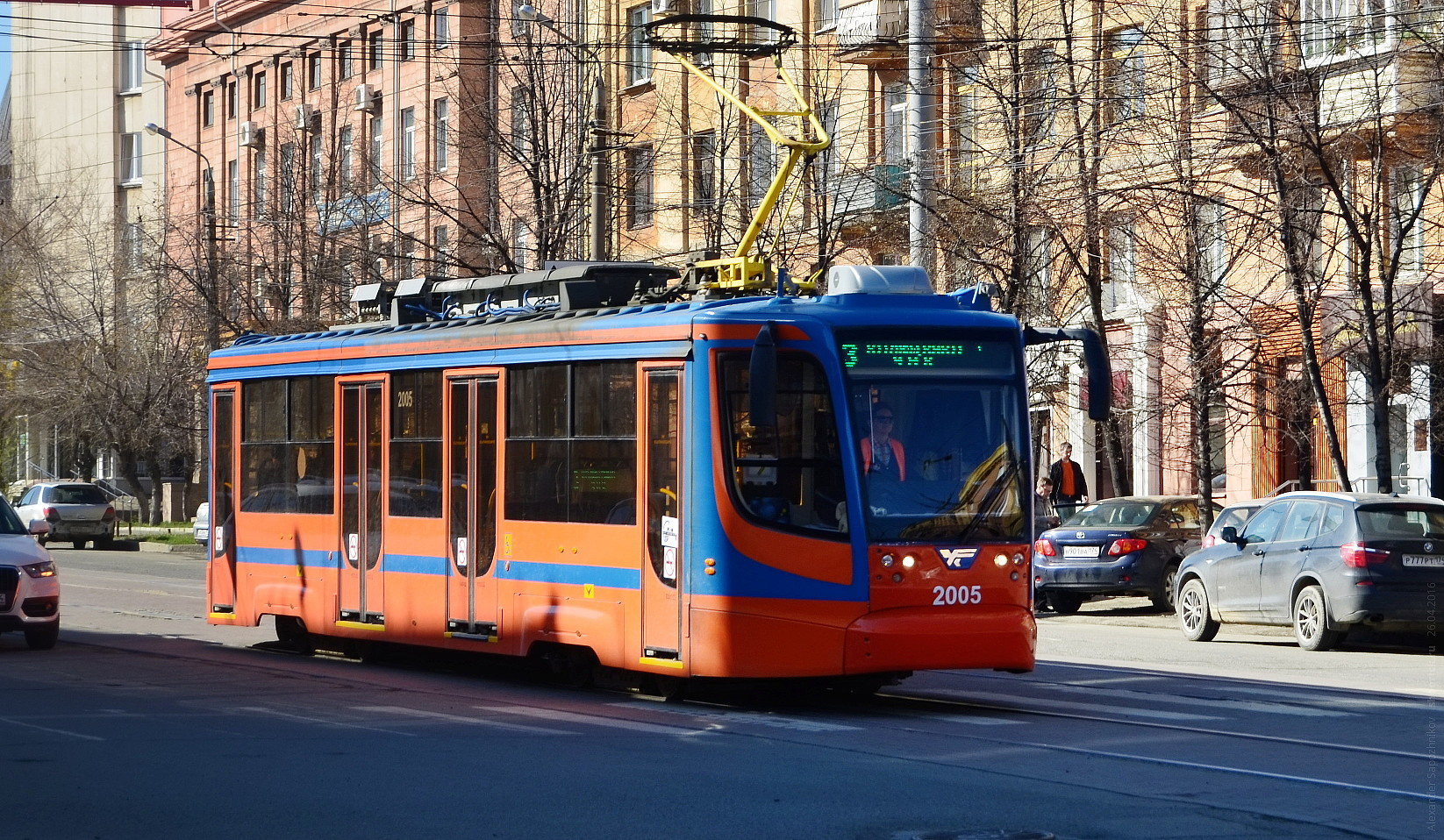
71-623（2016年撮影）

## 今後の予定

### 路面電車
環境意識への高まりによる公共交通機関の見直しを受けて、運営企業であるチェリャブゲットではトロリーバスの延伸や電気バス路線の開通に加えて、ウーリツァ・チチェリナ（Улица Чичерина）からパルコヴィ-2（Парковый-2）、トポリナヤ・アレヤ（Тополиной аллеи）への路面電車の延伸計画を発表している。一方、新型車両については2021年に新型超低床電車の71-623-04.01の増備が進められているのに加えて、2022年には同じく超低床電車の71-628-01が合計30両導入される事になっている。

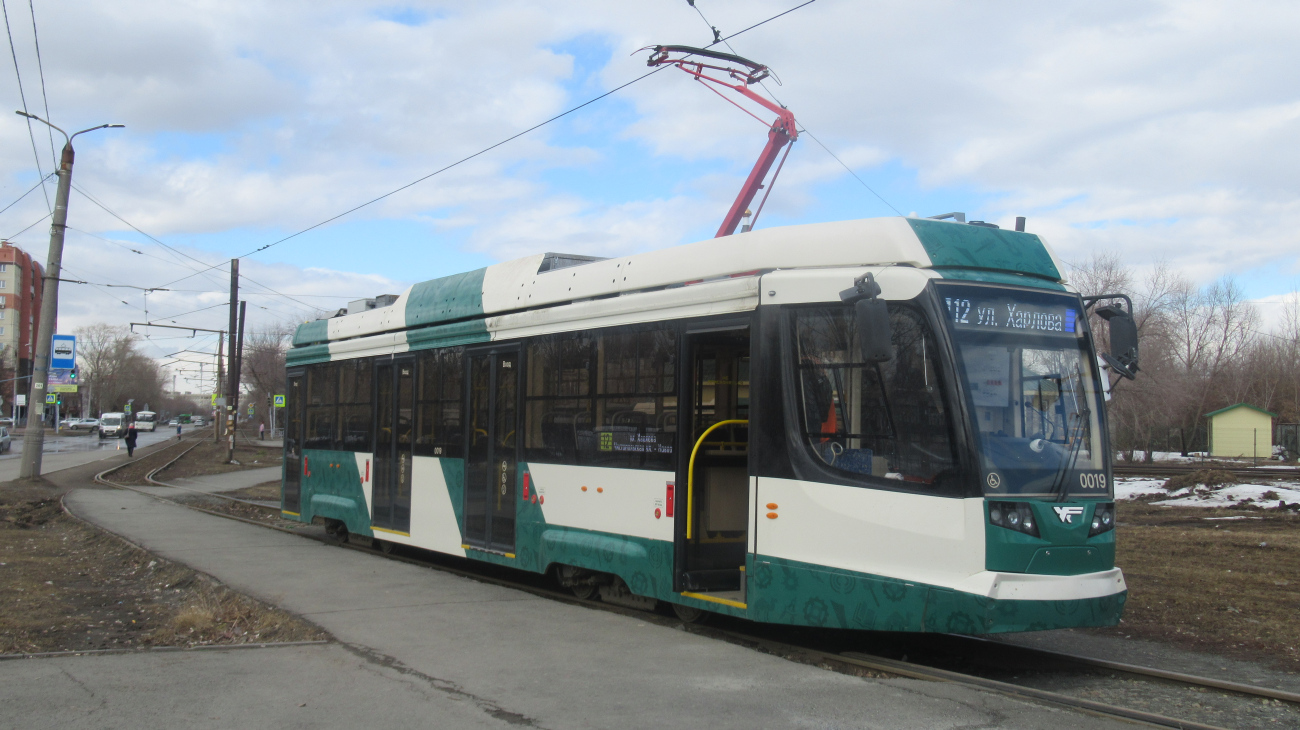
71-623.04.01（2022年撮影）
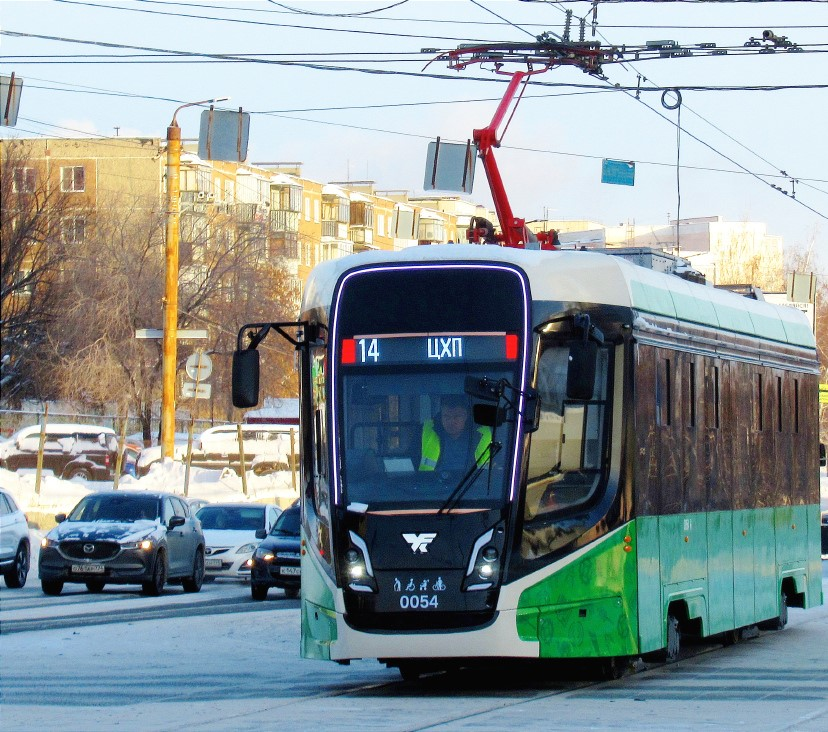
71-628-01（2023年撮影）

### メトロトラム
チェリャビンスク市内ではソ連時代から計画されながらも建設が中断されていた地下鉄の施設が存在しており、これを用いる形で路面電車と接続する地下鉄路線（メトロトラム）を導入する計画が進んでいる。建設は2023年から始まり、試運転は2025年、営業運転開始は2026年以降を予定している。